# 남승우 (정치인)
남승우(南昇祐, ?~)는 정치인이다.
재일본조선인총련합회 부의장, 최고인민회의 대의원직과 부의장직을 맡고 있으며, 2019년 3월 10일에 실시된 최고인민회의 제14기 최고인민회의 대의원 선거에서 대의원으로 선출되었다.